# Petr Pavelka
Petr Pavelka ( 1971 - ) es un escritor, botánico, y taxónomo checo, que ha trabajado extensamente en la familia de las Crasuláceas.

## Tributo
- La abreviatura «Pavelka» se emplea para indicar a Petr Pavelka como autoridad en la descripción y clasificación científica de los vegetales.[1]

## Algunas publicaciones
- matija Strlič, petr Pavelka. Sarcocaulon lavrani J.J. Halda.
- 2000. Tiché básničky. 12 pp. ISBN 808593633X

### Libros
- 1991. Růžové brýle: Soubor básní z let 1978 - 1991. Ilustró Stanislav Špelda. Ed. Fantisk. 71 pp.